# Polyachyrus fuscus
Polyachyrus fuscus là một loài thực vật có hoa trong họ Cúc. Loài này được (Meyen) Walp. miêu tả khoa học đầu tiên năm 1843.